# Грабовац, Филипп
Филипп Грабовац (хорв. Filip Grabovac; 1698, Podosoje, Vrlika — 13 февраля 1749, Венецианская лагуна) — хорватский священник и писатель. Просветитель.

## Биография
Родился в селе близ г. Врлика (ныне Хорватия).
В детстве получил образование в монастыре францисканцев в Заостроге. Там же был послушником. В 1719 рукоположен, преподавал философию и теологию. Служил священником, затем около двадцати лет был капелланом хорватского кавалерийского подразделения на службе у Венецианской республики. Жил в Вероне, по долгу службы часто путешествовал в разных местах венецианской республики в северной Италии. На службе подорвал здоровье, дважды болел лихорадкой.
Пользовался большим авторитетом.
В 1747 году опубликовал в Венеции свою книгу «Cvit razgovora» тиражом 700 экземпляров. Произведение выделило его среди других францисканских священников и стало причиной преследований и преждевременной смерти.
Вскоре после выхода книги, автор был обвинён и оклеветан в Венеции. В результате этого, он был арестован в Вероне и заключён в известную тюрьму «Sotto i piombi», где Грабовац серьёзно заболел, и был переведен в монастырь на острове Санто-Спирито в Венецианской лагуне. Там он вскоре умер, измученный болезнью и лишением свободы в 1749 г.
Книги Грабоваца были властями сожжены в Сплите, Задаре и Венеции; сохранилось лишь 6 экземпляров, из которых только 2 — в целости.

## Творчество

Титульная страница Cvita razgovora naroda i jezika iliričkoga aliti rvackoga, 1747

Книга «Czuijt razgouora, Naroda, i Jezika Jllirickoga, alliti Aruackoga, bj Sabrano, i sastauno ù dua dila» условно может быть разделена на две части: в первой преобладают моральные и познавательные тексты христианского мировоззрения по образцу средневековых (вопросы и ответы, проповеди, молитвы, религиозные споры, сатира на женщин, и т. д.). Есть также два стихотворных рассказа с сильно разветвленными сюжетными линиями приключенческого содержания. Во второй части — религиозные тексты в стихах и прозе, в котором рассказывается о события из истории Хорватии и за её пределами.
Произведения автора содержат сильно выраженные патриотические мотивы, которые говорят о бедственном положении хорватов в Республике Венеции.
Хотя Грабовац продолжал традиции предыдущих писателей эпохи Просвещения, его работы содержат много нововведений. Он боролся с суевериями и превозносил силу разума. Использовал штокавский литературный язык и, создавая свои собственные, новые слова, пополнял ими формирующийся языковой фонд. Говоря правду о положении своих соотечественников под властью Венеции, одновременно указывал на недостатки соотечественников, привнёс в хорватскую литературу свежее дыхание реальности, дух патриотизма и национального самосознания.
Филипп Грабовац стал предвестником хорватского национального возрождения и первой жертвой слова в хорватской истории, поскольку за свои писания был брошен в темницу венецианцами.

## Труды
- Esortazione amorosa, 1729.
- Czuijt razgouora, Naroda, i Jezika Jllirickoga, alliti Aruackoga, bj Sabrano, i sastauno ù dua dila, 1747.
- Pisma Od izgubljenoga Sina immenom File!, Novi i stari svetodanik illiti kalendar illiricski za proshto godischte 1822. , 1822